# Таблоидно новинарство
Таблоидно новинарство је назив за каквоћу новинарских текстова које обележавају кратке, сензационалне вести с пуно фотографија. Обично садрже врло мало анализа и коментара, уз врло уочљиве и сензационалистичке наслове, а често се баве тенденционално сензационалистичким садржајима. Велик простор посвећују вестима о криминалу, скандалима и приватном животу шоу-бизнис (музичких, спортских, филмских и сл) личности.
Сама реч „таблоид” је попримила негативан контекст у јавноме дискурсу, иако она не означава ништа спорно. „Таблоид” се првобитно користио за нешто мањи формат новина од каласичног облика. Међутим, сензационалистичка штампа је управо кренула да излази у овом формату према чему је сад препознатљива. Те зато логички долази до ситлске фигуре синегдохе и метонимије. Укратко, штампа која излази у таблоидном формату не мора бити сензационалистичка (низоземски НРЦ Ханденлзбалд), као што ни сензационалистичка штампа не мора излазити у таблоидном формату (пример је српски дневник Ало с почетка излажења).
Први српски таблоид су биле Мале новине (дакле мањи формат од осталих класичних дневних новина) на челу с уредником Пером Тодоровићем.

## Технике
Жута штампа своди вести на плакатне и привлачне наслове с циљем продаје што већег тиража. Технике које се у ту сврху користе су:
- преувеличавање,
- концентрацију на скандале,
- сензационализам,
- нестручно преношење информација
- изношење неутврђених информација.